# Chroicocephalus hartlaubii
Il gabbiano di Hartlaub (Chroicocephalus hartlaubii, Bruch 1855) è un uccello della famiglia dei Laridi.

## Sistematica
Chroicocephalus hartlaubii non ha sottospecie, è monotipico.

## Distribuzione e habitat
Questo gabbiano vive esclusivamente in Namibia e in Sudafrica.

## Galleria d'immagini

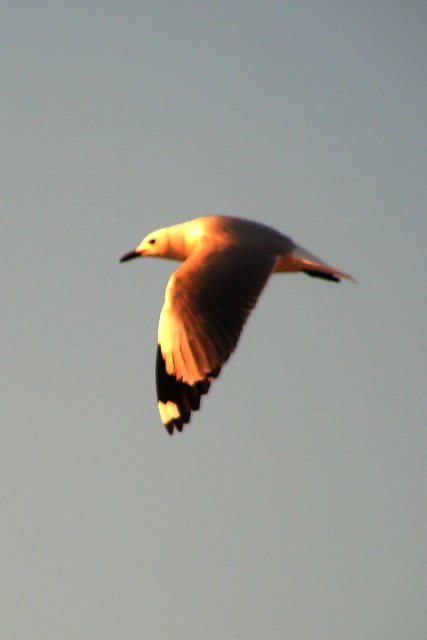